# Caranx senegallus
Espèce
Statut de conservation UICN

 LC  : Préoccupation mineure
Caranx senegallus est une espèce de poisson de la famille des carangidés.

## Répartition

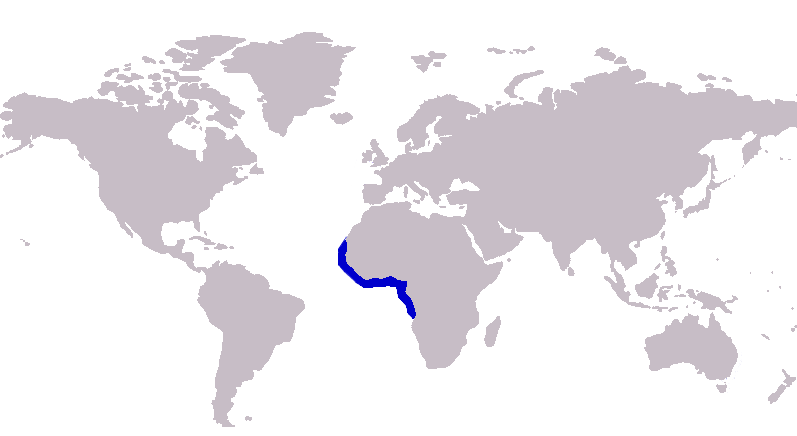
Carte de répartition de Caranx senegallus